# Little Persia (Los Angeles)

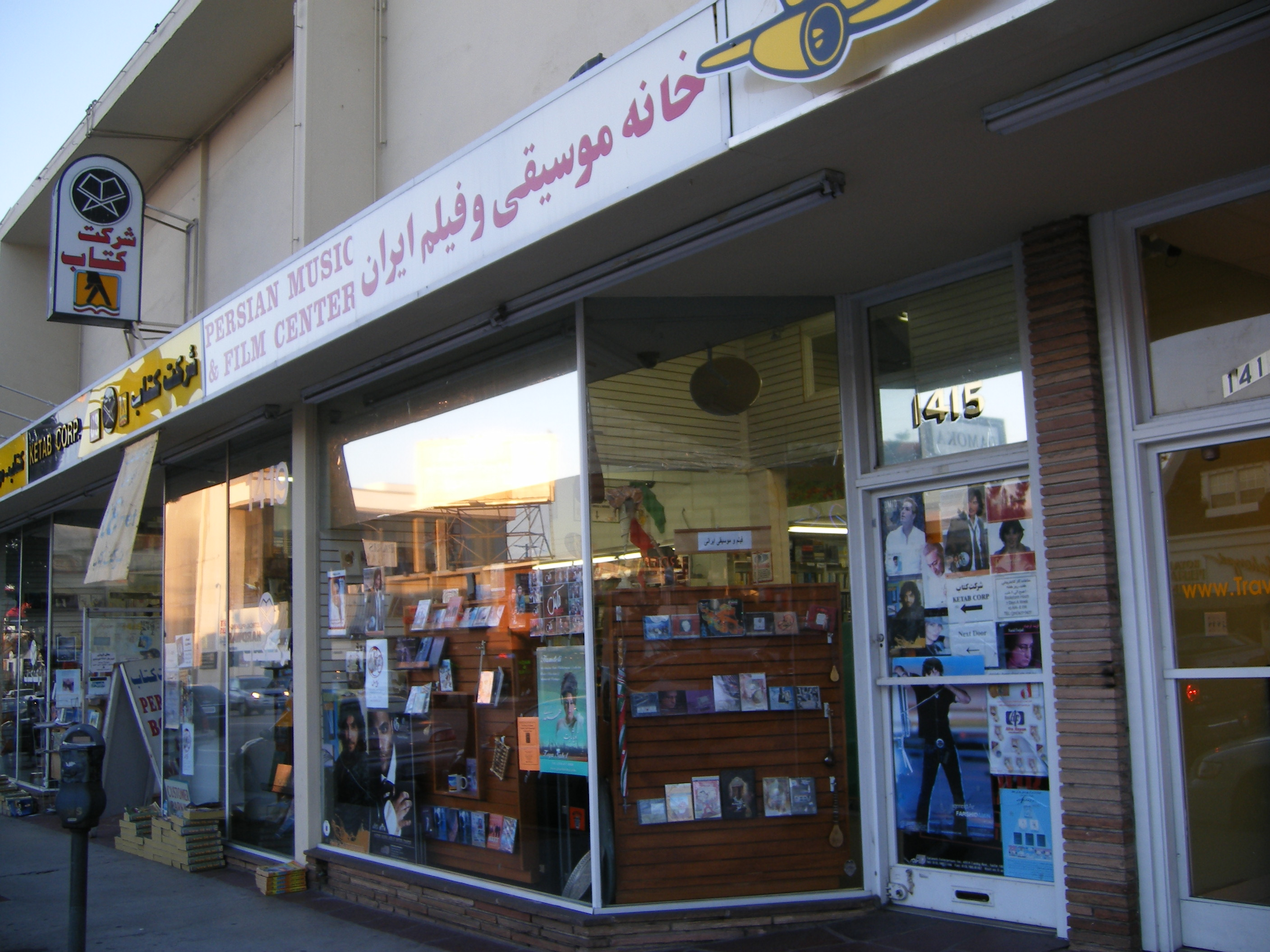
Negozi iraniani lungo la Westwood Boulevard a South Westwood.

Little Persia (in persiano: تهرانجلس), conosciuto anche come Tehrangeles (sincrasi tra Teheran e Los Angeles), è un quartiere di Los Angeles.
Il termine tehrangeles viene adoperato per identificare gli iraniani-americani giunti nella zona di Los Angeles dopo la rivoluzione iraniana del 1979. L'incrocio tra Westwood Boulevard e Wilkins Avenue è riconosciuto dalla Città di Los Angeles come Persian Square.

## Storia
Una piccola comunità persiana si stanziò a Westwood negli anni '60. Successivamente l'immigrazione nell'area aumentò più volte, a causa degli eventi che caratterizzarono la rivoluzione del 1979 in Iran. Westwood Boulevard divenne noto per i numerosi negozi e ristoranti persiani.

## Distribuzione

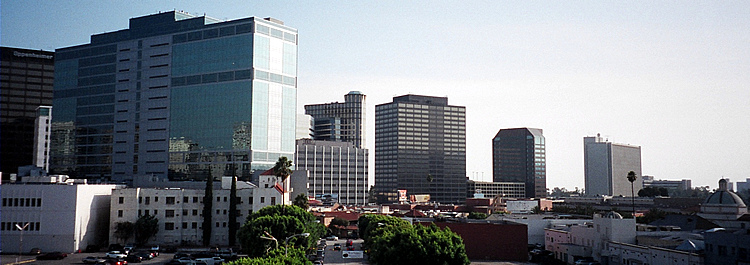
Lo skyline di Westwood

Le imprese di proprietà iraniana sono particolarmente diffuse sulla Westwood Boulevard, tra Wilshire Boulevard e Pico Boulevard. Con l'aumentare della popolazione, gli iraniani si spostarono in quartieri in tutta Los Angeles, come Tarzana, Woodland Hills, Encino e Beverly Hills, così come nelle città di Irvine, Huntington Beach e altrove nella Contea di Orange.